# Bradycellus obtusus
Bradycellus obtusus är en skalbaggsart som beskrevs av Henry Clinton Fall. Bradycellus obtusus ingår i släktet Bradycellus och familjen jordlöpare. Inga underarter finns listade i Catalogue of Life.